# Domhnall Ua Buachalla

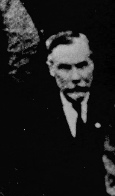
Domhnall Ua Buachalla, 1926

Domhnall Ua Buachalla (* 5. Februar 1866 in Maynooth, County Kildare, Irland; † 30. Oktober 1963 in Dublin), auch Donal O’Buachalla oder Donal Buckley genannt, war ein irischer Politiker, Ladenbesitzer und Mitglied des First Dáil. Er diente als dritter und letzter Generalgouverneur des irischen Freistaates und war später Mitglied des irischen Staatsrates.

## 1916–1932
Ua Buachalla war Verfechter der irischen Sprache und Mitglied der Irish Volunteers. Nach dem Osteraufstand 1916 wurde er gefangen genommen. Wie viele andere, die den Aufstand überlebt hatten, trat er der Sinn Féin bei, einer kleinen separatistischen Partei, welche fälschlicherweise von den Briten für den Osteraufstand verantwortlich gemacht wurde. In der nachfolgenden Zeit übernahmen die Aufständischen unter der Führung von Éamon de Valera die Partei und benutzten sie als Mittel, um ihre Ziele, welche die Gründung einer irischen Republik beinhalteten, durchzusetzen. Ua Buachalla wurde 1918 zu einem Sinn Féin MP für Kildare gewählt. Er diente im First Dáil von 1918 bis 1921 und zusammen mit einer Minderheit Sinn Féin MPs (auch Teachta Dála genannt) setzte er sich dem Anglo-Irischen Vertrag entgegen.

## Irischer Generalgouverneur
1927 wurde er Teachta Dála der Fianna Fáil und später verlor er seinen Platz in den Wahlen von 1932. Zu dieser Zeit kam es zum offenen Konflikt zwischen Eamon de Valera und dem damaligen Generalgouverneur James McNeill. Ziel der Politik Eamon de Valeras war die Minimierung der Bedeutung des irischen Generalgouverneurs. Nach einem Eklat, bei dem zwei Minister Eamon de Valeras einen Empfang bei der französischen Botschaft verließen, nachdem James McNeill hinzukam, und längeren Auseinandersetzungen in der Folge kam es am 2. Oktober 1932 zum Rücktritt. Eamon de Valera versuchte danach, die Funktion des Generalgouverneurs in das Amt des obersten Richters des Supreme Court zu integrieren. Nachdem dies von den Briten abgelehnt worden war, kam der Vorschlag, die Befugnisse des Generalgouverneurs an ein Komitee zu übertragen, was ebenfalls nicht auf Zustimmung stieß. Nachdem klar war, dass eine Ernennung eines Nachfolgers unvermeidlich ist, kam Eamon de Valera auf einen Vorschlag zurück, der ihm von Hugh Kennedy, dem damaligen obersten Richter, übermittelt wurde:
I happened, some years ago, to discuss the Office of Governor-General with an Englishman who formerly held a position of great importance and influence. […] I mentioned to him that one of the great objections in Ireland to the Vice-Regal and Governor-General position was the inevitable re-creating of the old sham Court, gathering round it all the hovering sycophants and certain social types alien to the National life of the country and the rotting effect of this on social life generally by creating false social values and distracting from National realities. […] He said to me, 'Why should not the Office be conducted as a purely formal office by a man residing in an ordinary residence in the city, say in Fitzwilliam Square, in such circumstances that nothing of that kind could arise. Then there should be no expectations created either of entertainment or social privilege, round the position. He should be an officer with a bureau for transacting the specific business with which he was entrusted, and his Office would begin and end there. Mit Ua Buachalla wählte Eamon de Valera ein vergleichsweise farbloses Parteimitglied, das mehr Wahlen verloren denn gewonnen hatte. Seine Ernennung war für die Öffentlichkeit eine enorme Überraschung, da er bis dahin weitgehend unbekannt war.
Entsprechend dem Vorschlag wurde ein unscheinbares Haus in Dublin ausgewählt und das jährliche Salär von £ 24.000 auf £ 2.000 heruntergesetzt. De Valera beauftragte Ua Buachalla, sich öffentlich zurückzuhalten und keine öffentlichen Beschäftigungen auszuführen. Während er der Gesetzgebung die Zusage erteilte, das Dáil Éireann einberief und wieder auflöste und die anderen formalen Aufgaben eines Generalgouverneurs ausführte, lehnte er alle öffentliche Einladungen ab und hielt sich im Hintergrund, wie es ihm von der Regierung geraten worden war. Während seiner Amtsperiode führte er nur eine öffentliche Funktion aus: den Empfang des Bescheinigungsnachweises des französischen Botschafters 1933 im Namen von König George V.
Jedoch konnte de Valera, mit der Erlaubnis des Königs, einige der Befugnisse des Generalgouverneurs auf seine Regierung übertragen. Dazu gehörten das Vorrecht, Vorschläge zur Steuergesetzgebung einzureichen und die Zustimmung zu Gesetzen zu verweigern. (Eine der wenigen Angelegenheiten, in denen Ua Buachalla öffentlich erwähnt wurde, war nach dem Tod King Georges V. im Januar 1936, als er die Beileidsmitteilungen beantworten musste, die von US-Präsident Franklin D. Roosevelt und dem US-Staatssekretär an das irische Volk gerichtet waren. Einer der Titel King Georges war „König von Irland“, daher die Anteilnahme.)
Außer in formalen Rechtsdokumenten war das Amt des Generalgouverneurs während der Amtszeit Ua Bachuallas hauptsächlich als Seanascal (gesprochen: [ʃanəskəɫ], schan-as-kall) bekannt, der irischen Übersetzung von Generalgouverneur. Trotz einiger Forderungen, den Titel „Seanascal“ formal zu übernehmen, blieb „Generalgouverneur“ der offizielle Titel des Amtes. Seanascal war nur eine Übersetzung, kein neuer Name für das Amt.

## Streitigkeiten mit de Valera über Unkosten
Ua Bachualla zerstritt sich mit de Valera über die Art und Weise des Abgangs von seinem Amt im Dezember des Jahres 1936. De Valera nutzte die Abdankung Eduards VIII., um die irische Verfassung so zu verändern, dass das Amt des Generalgouverneurs abgeschafft wurde. Als dies geschafft war, trotzte er der Androhung Ua Bachuallas, der für die verbleibende, teure Jahresmiete für seine Residenz aufkommen sollte, die der plötzlichen Abschaffung des Amtes nachfolgte. Zwischen 1933 und Dezember 1936 hatte der irische Staat Ua Buachalla Auslagen erstattet, von denen er die Miete seiner teuren Residenz zahlen konnte.
Ab Dezember 1936 jedoch bestand der Staat darauf, dass er keine Verantwortung mehr für die Finanzierung der Residenz hätte. Auf Rat de Valeras hatte Ua Buachalla die Residenz für fünf Jahre gemietet, was der eigentlichen Amtsdauer entsprochen hätte. So musste er die Miete ein weiteres Jahr zahlen für eine Residenz, die er sich nicht leisten konnte und für die er auch eigentlich keinen Zweck mehr hatte, da er nun kein Generalgouverneur mehr war. Schließlich setzte am 18. Mai 1937 de Valera gegen erhebliche politische Widerstände durch, dass Ua Bachualla eine Abfindung von £ 2000 erhielt und ihm lebenslang eine jährliche Pension von £ 500 gewährt wurde. Ua Buachalla begleitete die Amtseinführung des ersten Präsidenten von Irland, Douglas Hyde im Dublin Castle im Juni 1938.

## Ernennung zum Staatsrat 1959
Ua Buachalla und De Valera legten nachträglich ihre Streitigkeiten bei und so ernannte de Valera, nach seiner Wahl zum irischen Präsidenten, als Symbol seiner Entschuldigung, Ua Buachalla zu seinem beratenden Staatsrat.
Später kehrte er nach Maynooth zurück, um den Baumarkt seiner Familie, der 1853 eröffnet worden war, fortzuführen und bestand nun auf der irischen Schreibweise seines Nachnamens. Die Straße neben seinem Markt wurde mit „Buckley’s Lane“ nach ihm benannt, wobei jedoch seine englische Namensform übernommen wurde.
Ua Buachalla starb mit 97 Jahren in einem Pflegeheim in Dublin.